# Vaidotas Šlekys
Vaidotas Šlekys (* 11. Februar 1972) ist ein ehemaliger litauischer Fußballspieler.

## Karriere

### Verein
Šlekys begann seine Karriere bei Ekranas Panevėžys. Mit Ekrenas wurde er in der Saison 1992/93 litauischer Meister. In den Saisonen 1991/92, 1992/93 und 1993/94 wurde der Angreifer dreimal in Folge Torschützenkönig der A lyga. Zur Saison 1994/95 wechselte er in die Schweiz zum Zweitligisten FC Wil. Dort kam er in zwei Jahren zu 71 Einsätzen in der Nationalliga B, in denen er 30 Tore machte. Zur Saison 1996/97 wechselte er zum Erstligisten FC Lugano. Für Lugano spielte er 25 Mal in der Nationalliga und machte dabei ein Tor. Mit Lugano stieg er zu Saisonende aber in die Nationalliga B ab. Daraufhin wechselte der Litauer innerhalb der zweiten Liga zum FC Schaffhausen. Für Schaffhausen absolvierte er 29 Partien und machte dabei elf Tore.
Zur Saison 1998/99 kehrte er nach Wil zurück. Dort kam er zu 54 Zweitligaeinsätzen, in denen er 19 Tore erzielte. Im Januar 2000 wechselte er nach Liechtenstein zum in der dritten Schweizer Liga spielenden FC Vaduz. Mit Vaduz stieg er 2001 in die Nationalliga B auf. Nach drei Zweitligaspielzeiten in Vaduz, in denen er 16 Tore in 86 Spielen machte, wechselte Šlekys zur Saison 2004/05 zum österreichischen Zweitligisten SCR Altach. In Altach absolvierte er fünf Partien in der zweiten Liga, in denen er ein Tor erzielte. Nach einem halben Jahr in Altach schloss er sich im Januar 2005 dem Regionalligisten FC Rot-Weiß Rankweil an.
Zur Saison 2005/06 kehrte der Angreifer in die Schweiz zurück und wechselte zum Viertligisten Chur 97. Nach einem weiteren Jahr in der Schweiz wechselte Šlekys im Juli 2006 zurück in seine Heimat zu Ekranas Panevėžys. Dort absolvierte er bis zum Ende der Spielzeit 2006 elf Partien in der A Lyga. Später ließ er seine Karriere noch im Unterhaus bei Lietava Jonava und Lifosa Kėdainiai, ehe er sie nach der Saison 2009 beendete.

### Nationalmannschaft
Šlekys debütierte im November 1991 im Rahmen des Baltic Cup gegen Lettland im litauischen Nationalteam. Bis September 1998 absolvierte er 32 Länderspiele, in denen er dreimal traf.

## Persönliches
Am 28. Februar 2003 hatte Šlekys gemeinsam mit seinem Vaduzer Teamkollegen Marzio Morocutti einen schweren Autounfall. Der angetrunkene Fahrer Morocutti fuhr in einen geparkten Bus und verstarb auf der Stelle, sein nicht angeschnallter Beifahrer Šlekys wurde aus dem Auto geschleudert und überlebte nach kurzer Zeit im Koma.